# أفاتريد
افاتريد (AvaTrade) هي وسيط مالي لسوق تداول العملات الأجنبية وعقود الفروق (CFD) وتتواجد الشركة في دبلن أيرلندا. توفر الشركة إمكانيات التداول في العديد من الأسواق، بما في ذلك أسواق المال، السلع، مؤشرات الأسهم، الصناديق الإستثمارية المتداولة، خيارات الفانيلا، العملات الرقمية والسندات. وذلك عبر منصات التداول وتطبيقات الهواتف الذكية.

## التاريخ
افاتريد تأسست تحت اسم افا افكس سنة 2006. في عام 2013 غيرت الشركة اسمها من افا اف اكس Ava FX إلي افاتريد AvaTrade لتعكس حجم توسع الشركة إلى ما هو أبعد من خدمات الوساطة المالية إلى نطاق أوسع من الخدمات المالية، متضمنة أيضًا الأسهم والمؤشرات (بما في ذلك مؤشر داو جونز الصناعي ومؤشر S&P 500)، المواد الخام والسندات. منذ عام 2013، كان لدى افاتريد أكثر من 200,000 حساب عميل مسجل في أكثر من 150 دولة، حيث نفذ أكثر من مليوني أمر في الشهر.

## المعاملات

### مواقع الشركة
يقع مقر الشركة الرئيسي في دبلن إيرلندا وشركتهم المالكة تقع في جزر فيرجن البريطانية، ولديها مكاتب ومراكز مبيعات في: إسبانيا، وطوكيو (اليابان)، ميلانو (إيطاليا)، باريس (فرنسا)، سيدني (أستراليا)، شانغهاي (الصين) وأولان باتور (منغوليا).

### التنظيم
تخضع شركة AvaTrade للوائح تنظيم وترخيص من الهيئات التالية:
1. في الاتحاد الأوروبي من طرف البنك المركزي الأيرلندي.
2. في أستراليا من طرف هيئة الأوراق المالية والاستثمار الأسترالية (ASIC).
3. في جزر فيرجن البريطانية من طرف لجنة الخدمات المالية في جزر فرجن البريطانية.
4. في جنوب أفريقيا من طرف مجلس الخدمات المالية (FSB).
5. في اليابان من قبل وكالة الخدمات المالية (FSA)، وهيئة العقود الآجلة المالية، وهيئة أسواق العقود المستقبلية.
6. في الإمارات العربية من قبل ADGM من طرف تنظيم الخدمات المالية في أبو ظبي.

تقدم الشركة خدماتها للمتداولين في كل دول العالم باستثناء الولايات المتحدة وبلجيكا ونيوزيلندا. وتتمركز أقوي أسواقها في الاتحاد الأوروبي والشرق الأوسط وآسيا.

## المنتجات والمنصات
تعرض شركة افاتريد عمليات التداول عبر منصات MetaTrader 4 و AvaTradeApp. كما تقدم منصات التداول على شكل تطبيقات متوفرة في المواقع وتطبيقات الهواتف كما تقدم الشركة منصات تداول آلية من خلال ZuluTrade وكذلك خدمة الإشارات MQL5.
وفي أبريل من عام 2013، أطلقت شركة افاتريد منصة AvaOptions وهي منصة تعني وتسمح للعملاء ببيع وشراء خيارات تقليدية حول العملات وتنفيذ استراتيجيات الاستثمار وتغطية أكثر تعقيدًا.
في أغسطس 2013، أصبحت افاتريد ثاني وسيط مالي يقدم تداول بيتكوين عبر الإنترنت، بإطلاق عقود الفروق CFD على منصات التداول.
في فبراير 2014، أطلقت الشركة موقع HushTrade.com، وهو موقع تعليمي يقدم لعملائه نصائح إستراتيجية ومواد تدريبية ومحتويات أخرى لعاملين محترفين. أعيدت تسمية البوابة الإلكترونية لاحقًا إلى SharpTrader.com.

## الرعاية والشراكة
في يونيو 2018، أصبحت الشركة الراعية لـنادي مانشستر سيتي لكرة القدم في الدوري الإنجليزي الممتاز، حيث أصبحت إعلانات LED خاصة بالشركة تظهر حول ملعب الفريق.

## الانتقادات
حذرت لجنة الأوراق المالية في كولومبيا البريطانية بـكندا في مايو 2016، من افاتريد لأن الشركة لا تخضع للتنظيم في المقاطعة.
في أغسطس 2017، توصلت هيئة الخدمات المالية والأسواق في بلجيكا والوسيط المالي إلى اتفاق لدفع 175,000 يورو بسبب قيام افاتريد بتقديم خدمات مالية في البلاد دون استفياء جميع المتطلبات القانونية.

## الاوسمة والجوائز
- أفضل خدمة عملاء 2009 - Daily Forex
- أفضل وسيط فوركس في كندا، الوسيط الأكثر شفافية، أفضل وسيط فوركس BVI , أفضل وسيط فوركس في الشرق الأوسط، أفضل مزود للفوركس الإسلامي , 2010 – World Finance Foreign
- جائزة امتياز امن وسلامة الاموال – investing.com , 2013 [10]
- أفضل وسيط فوركس , FX Empire , 2014 [11]
- تصنيف 2 , Daily Forex ,2014

## وصلات خارجية
- جوائز أفاتريد AvaTrade